# Fattore acentrico
In termodinamica, il fattore acentrico (comunemente indicato con {\displaystyle \omega }) è un fattore originariamente proposto da Kenneth Pitzer nel 1955 come parametro in un'equazione per il fattore di comprimibilità.
Insieme ad altre proprietà, come massa molecolare, pressione critica, temperatura critica e volume critico, il fattore acentrico è divenuto uno standard per la corretta caratterizzazione di qualsiasi sostanza pura. 
Pitzer giunse alla sua formulazione in seguito all'analisi delle curve di tensione di vapore di alcune sostanze pure.
Esso viene utilizzato per migliorare la stima nel caso dell'utilizzo dell'equazione degli stati corrispondenti e del teorema degli stati corrispondenti.

## Definizione matematica
La sua definizione si basa sul fatto che l'equazione degli stati corrispondenti a due parametri utilizzata per un gas nobile, stimi un valore di tensione di vapore ridotta {\displaystyle P_{r}}(ovvero la pressione diviso la pressione critica) pari a 0.1, ad un valore della temperatura ridotta {\displaystyle T_{r}}(temperatura diviso temperatura critica) pari a 0,7. Perciò se in corrispondenza di {\displaystyle T_{r}=0.7}, la {\displaystyle P_{r}} di una sostanza vale 0.1, allora tale sostanza si comporta come un gas nobile e quindi obbedisce all’equazione degli stati corrispondenti a due parametri. Se ciò non avviene, è possibile introdurre una grandezza che indichi di quanto tale sostanza si discosta dal comportamento di gas nobile. 
Il fattore acentrico può, quindi, essere definito come:
{\displaystyle \omega =-\log _{10}\left({\frac {P_{s}}{P_{C}}}\right)_{T_{r}=0{,}7}-1}.
dove:
- {\displaystyle P_{s}} è la pressione di vapore
- {\displaystyle P_{C}}è la pressione critica
- {\displaystyle T_{r}} è la temperatura ridotta {\displaystyle T \over T_{c}}.

## Utilizzi
Tale fattore viene introdotto quando la precisione dell'equazione degli stati corrispondenti a due parametri (la quale prevede che tutte le sostanze caratterizzate dai medesimi valori di temperatura e pressione ridotta, siano caratterizzati dal medesimo fattore di comprimibilità) scarseggia. Tale concezione, infatti, risulta essere efficace, anche dal punto di vista sperimentale, soprattutto per i cosiddetti "fluidi semplici" (aventi molecole sferiche) come xeno, kripton e argon). Nel caso di fluidi aventi caratteristiche differenti, come i gas quantici (elio, idrogeno e neon) o come sostanze particolarmente polari, le misure sperimentali sono maggiormente rappresentate dall'equazione degli stati corrispondenti a tre parametri, che tiene in considerazione anche il fattore acentrico.
L'equazione del tipo {\displaystyle Z=Z(T_{r},P_{r},\omega )}può quindi essere linearizzata, tramite un'espansione in serie di Taylor troncata al primo ordine, effettuata nell'intorno di {\displaystyle \omega =0} (valore rispecchiante la realtà solo nei casi di molecole poco polari), da cui si ottiene un valore approssimato del fattore di comprimibilità: {\displaystyle Z(T_{r},P_{r},\omega )\approx Z_{0}(T_{r},P_{r})+\omega Z_{1}(T_{r},P_{r})}. Qui, {\displaystyle Z_{1}} rappresenta il valore della derivata di {\displaystyle Z}, calcolata rispetto al fattore acentrico, considerato in {\displaystyle \omega =0}. Appare evidente come questo termine rappresenti una correzione di {\displaystyle Z_{0}}; esso potrà quindi essere, in prima approssimazione, trascurato se non è necessaria un'alta precisione. I valori di {\displaystyle Z_{0}}e {\displaystyle Z_{1}}sono solitamente tabulati, oppure indicati all'interno di diagrammi, rendendo particolarmente semplice ottenere risultati ragionevoli.

## Valori tipici
Per la maggior parte dei fluidi semplici, a {\displaystyle T_{r}=0,7}, {\displaystyle P_{r}=(P_{s}/P_{C})} è vicina a 0,1, quindi {\displaystyle \omega \simeq 0}. In molti casi, {\displaystyle T_{r}=0{,}7} è vicino al punto di ebollizione a pressione atmosferica.

## Esempi
| Fluido             | Fattore acentrico | Fonte  |
| ------------------ | ----------------- | ------ |
| Acetilene          | 0.189             | [ 8 ]  |
| Acetone            | 0.307             | [ 8 ]  |
| Acqua              | 0,344             | [ 8 ]  |
| Ammoniaca          | 0,257             | [ 8 ]  |
| Anidride carbonica | 0,225             | [ 8 ]  |
| Argon              | -0,002            | [ 8 ]  |
| Azoto              | 0,037             | [ 8 ]  |
| Decano             | 0.4923            | [ 9 ]  |
| Elio               | -0.390            | [ 8 ]  |
| Etanolo            | 0.649             | [ 8 ]  |
| Kripton            | 0.005             | [ 10 ] |
| Idrogeno           | -0.217            | [ 8 ]  |
| Metano             | 0,011             | [ 8 ]  |
| Metanolo           | 0.565             | [ 8 ]  |
| Neon               | -0.016            | [ 8 ]  |
| Ossido di diazoto  | 0.165             | [ 10 ] |
| Ossigeno           | 0,025             | [ 10 ] |
| Xeno               | 0,008             | [ 10 ] |